# Ludwikowo (Śrem)
Pour les articles homonymes, voir Ludwikowo.
Ludwikowo (prononciation : [ludviˈkɔvɔ]) est un village polonais de la gmina de Brodnica dans le powiat de Śrem de la voïvodie de Grande-Pologne dans le centre-ouest de la Pologne.
Il se situe à environ 4 kilomètres à l'est de Brodnica (siège de la gmina), à 8 kilomètres au nord-ouest de Śrem (siège du powiat) et à 30 kilomètres au sud de Poznań (capitale régionale).

## Histoire
De 1975 à 1998, le village faisait partie du territoire de la voïvodie de Poznań.

Depuis 1999, Ludwikowo est situé dans la voïvodie de Grande-Pologne.
Le village possède une population de 40 habitants en 2006.